# Per Santesson
Per Vilhelm Santesson, född den 22 april 1892 i Klara församling, Stockholm, död den 5 maj 1982 i Oscars församling Stockholm, var en svensk jurist. Han var son till advokaten och finansmannen Henrik Santesson och Alfhild Fränckel.
Santesson avlade 1917 juris kandidatexamen vid Stockholms högskola, blev tillförordnad fiskal vid Svea hovrätt 1920, extra ordinarie assessor 1922, var sekreterare i 1:a lagutskottet 1922 och 1923, och blev assessor 1925. Han blev sakkunnig i lagstiftningsfrågor vid Justitiedepartementet 1925, vid Jordbruksdepartementet 1926, blev sekreterare i 1924 års bankkommitté 1926, tillförordnad revisionssekreterare 1926, tillförordnad byråchef för lagärenden vid Socialdepartementet 1926, och ledamot för lagärenden i Justitiedepartementet 1929. Han utsågs till hovrättsråd 1930, revisionssekreterare 1932, var justitieråd 1939–1957 och avdelningsordförande i Högsta domstolen 1955–1957. Han blev kommendör med stora korset av Nordstjärneorden 1949. Santesson är begravd på Solna kyrkogård.